# HBTQ-rättigheter i Asien
Rättigheterna för homosexuella, bisexuella, transpersoner och queera (HBTQ) i Asien är begränsade jämfört med många andra områden i världen. 
Samkönad sexuell aktivitet är förbjuden i minst tjugo asiatiska länder. Åtta länder har lagstiftning som på något sätt skyddar HBTQ-personer, men endast Israel och Taiwan erkänner samkönade relationer. Östtimor, Israel, Mongoliet, Nepal, Sydkorea, Taiwan, Thailand och Cypern tillhör de länder som, utöver en legalisering av samkönad sexuell aktivitet, har något ytterligare skydd i lagstiftningen.
2019 hade endast Taiwan, de brittiska utomeuropeiska territorierna Akrotiri och Dhekelia samt det brittiska territoriet i Indiska oceanen legaliserat äktenskap av samma kön.
I Afghanistan, Brunei, Iran, Pakistan, Qatar, Saudiarabien, Förenade Arabemiraten och Jemen straffas samkönad sexuell aktivitet med dödsstraff.